# Gospel Forum
Das Gospel Forum Stuttgart e. V., früher Biblische Glaubensgemeinde, kurz: BGG, ist eine Freikirche in Stuttgart. Sie zählt zur charismatischen und zur neocharismatischen Bewegung.

## Geschichte
Das Gospel Forum ist in seinen Ursprüngen auf die Missionarin Paula Gassner zurückzuführen, die nach ihrer Rückkehr aus England in Bad Cannstatt zwischen den Jahren 1935 und 1937 die Stuttgarter Gebetskreise des vollen Heils gründete. Es gelang ihr, die christliche Gemeinschaft über die NS-Zeit zu retten, indem sie zwischen 1936 und 1944 aus dem Untergrund arbeitete. So soll es im Frühjahr 1937 zur übernatürlichen Heilung des rund neun Jahre gelähmten Friedrich Walker gekommen sein. Gassner hielt in Stuttgart und Umgebung während des Krieges an mehreren Orten Haus- und Saalversammlungen ab und hatte großen Zulauf. Mit ihrem Predigtdienst hatte sie eine Ausstrahlung bis in den Schwarzwald hinein.
Nach dem Krieg fanden ab 1945 Zeltversammlungen auf dem Cannstatter Wasen und evangelistische Freiversammlungen auf dem Schloßplatz in Stuttgart statt. Bei diesen öffentlichen Missionen lernte Gassner auch Karl Friedrich Fix (1897–1969) kennen. Sie taten sich in einer Internationalen Volksmission zusammen, die sich zur Pfingstbewegung zählte. Aus dieser Verbindung entstand nach 1945 die Volksmission entschiedener Christen in Süddeutschland.
1951 kündigte Gassner diese Zusammenarbeit auf. Sie begründete diesen Schritt mit einem theologischen Konflikt zwischen ihr und Fix.
Im Oktober 1955 gründete Gassner den gemeinnützigen Verein Biblische Glaubens Gemeinde. Zwischen 1955 und 1964 fanden Gottesdienste in verschiedenen Hallen und Gebäuden in Stuttgart statt, darunter das Linden-Museum, der Kunzibau und die Daimler-Oberschule. Gläubigentaufen fanden im Stadtbad Cannstatt statt. 1964 begannen die Planungen und der Bau eines Missionshauses mit großem Versammlungssaal in der Talstraße 70 in Stuttgart-Ost. Bereits im Folgejahr wurde Richtfest gefeiert. Mit der Einweihung im April 1965 erhielt die BGG einen festen Sitz. Gassner lebte dort mit mehreren Glaubensschwestern in einer kommunitären Hausgemeinschaft. Dieses kleine Zentrum war bis 2015 Sitz und Verwaltung der BGG. Seither befinden sich Sitz und Verwaltung in den erweiterten Räumlichkeiten der Junghansstraße in Stuttgart-Feuerbach. Das Missionshaus in der Talstraße wurde weiterhin für Veranstaltungen wie fremdsprachige Gottesdienste, Schulungen, Feiern etc. genutzt. 2019 wurde das Gebäude an den City Chapel Stuttgart e. V. verkauft.
Paula Gassner leitete bis zu ihrem Tod im Februar 1981 die BGG. Somit war sie in Deutschland die einzige „predigende Frau“, die eine Pfingstgemeinde bis zu ihrem Tod geleitet hat. Nach dem Tod der Gründerin ging die Zahl der Gemeindemitglieder auf unter 100 zurück. Nachfolger Gassners wurde Rolf Cilwik. Bereits im Herbst 1984 verließ er die BGG und folgte dem Ruf Reinhard Bonnkes nach Frankfurt.
1984 wurde der 26-jährige Peter Wenz nach rund dreimonatigem Praktikum Pastor der BGG Stuttgart. Sein Theologiestudium absolvierte er am Theologischen Seminar Beröa (heute Theologisches Seminar Erzhausen) und wurde als Pastor im Bund Freikirchlicher Pfingstgemeinden ordiniert. Die BGG unterzog sich nach eigenen Angaben einer „geistlichen Erneuerung“, die von 1984 bis 1986 andauerte. Die Süddeutsche Zeitung berichtete, dass sich in dieser Zeit der Predigtstil von „betulicher württembergisch-pietistischer Tradition“ in „Erbauungspredigt mit der hemdsärmligen Ansprache“ änderte. Im Mai 1986 begann die BGG mit der Hauskreisarbeit. Die BGG bezeichnet dies heute als ihren „geistlichen Durchbruch“. Im Jahr 1986 verdoppelte sich die Mitgliederzahl.
1987 konnten bereits 305 Gottesdienstbesucher gezählt werden. Dies machte die Anmietung von verschiedenen Hallen (Gustav-Siegle-Haus in Stuttgart-Mitte, Sängerhalle in Untertürkheim und Raichberg Realschule in Stuttgart-Ost) für Gottesdienste notwendig. Nach 1990 gab es zwei Jahre mit starkem Gemeindewachstum, sodass der ab 1990 angemietete Genfer Saal im Hotel Stuttgart International kaum mehr ausreichte. 1992 verzeichnete die BGG 1000 Mitglieder. So fanden ab Oktober 1995 die Gottesdienste in der Musical Hall (heute Apollo Theater) in Möhringen statt.
Zwischen 1998 und 2001 entstand mit dem Veranstaltungszentrum „Gospel Forum“ der aktuelle Versammlungsort der Gemeinde. Dem Bau des neuen Gemeindezentrums ging 1998 der Grundstückskauf in der Junghansstraße 9 in Feuerbach beim Stuttgarter Pragsattel voraus. Am 30. Juni 2000 wurde Richtfest für den rund 20 Meter hohen Bau mit Flachdach und Glasfronten gefeiert. Seit dem ersten Gottesdienst und Einweihung im Januar 2001 bietet er Platz für rund 2.500 Personen. Es dient als Veranstaltungsort für Feierlichkeiten, Seminare und Konferenzen. In ihm befinden sich eine Bibelschule sowie Jugend- und Kinderräume, ebenso eine eigene Sporthalle und Tiefgarage sowie die „Blaue Kapelle“. 2012 wurde der Vereinsname dem Veranstaltungsort angepasst und heißt seitdem Gospel Forum Stuttgart e. V.
Ende 2018 kam es in der Kirche zu einer Leitungskrise. Drei der fünf ehemaligen Vorstandsmitglieder und Pastoren traten zurück, weil sie mit dem Kurs des leitenden Pastors Peter Wenz nicht einverstanden waren. Ein viertes Vorstandsmitglied, das den Kurs ebenfalls kritisierte, verstarb Anfang Oktober 2018. Wenz fälle die meisten Entscheidungen allein, beteilige den Vorstand nicht, tue sich mit jeder Art von Kritik schwer und gebe sich autoritär als „Gesalbter des Herrn“ aus, hieß es zur Begründung in einer sechsseitigen Stellungnahme. Die Ex-Vorstandsmitglieder und andere Kritiker organisierten daraufhin ein Minderheitsbegehren mit dem Ziel, Wenz als Vorstandsvorsitzenden des Trägervereins abzuberufen. Das Vorhaben scheiterte, auch weil der Trägerverein bis zur Sitzung am 13. Dezember 117 neue Vereinsmitglieder aufgenommen hatte. Deshalb verließen 98 Kritiker von Wenz – darunter auch einige Pastoren – die Versammlung mit der Begründung, dass „eine vertrauensvolle Zusammenarbeit im Verein nicht mehr möglich war“. Die verbliebenen 153 anwesenden Mitglieder bestätigten daraufhin Wenz in seinem Amt und den von ihm vorgeschlagenen neuen Vorstand. Obwohl im Zusammenhang mit dem Konflikt ein signifikanter Teil der Mitglieder und auch viele Leiter die Gemeinde verließen, erfuhr Wenz – der sich im gesamten Konflikt als Opfer einer Rufmordkampagne sah (Zitat: „Es ist schon schwer, wenn man gesagt bekommt, man sei wie Hitler, ein Diktator.“) – zugleich Rückhalt durch die übrige Pastorenschaft und zahlreiche Mitglieder der Gemeinde. In einem offenen Brief stellten sich einige hinter den leitenden Pastor und rechtfertigten die Neuaufnahme der 117 Mitglieder als rechtlich einwandfrei und aus ihrer Sicht notwendig. Nur auf diese Weise hätte die tatsächliche Gemeindestruktur auch im Verein repräsentiert und eine „grundlegende Änderung der bisherigen Vereinssatzung“ verhindert werden können.
In der Folge gründeten ausgetretene Gemeindemitglieder, darunter fünf ehemalige Pastoren des Gospel Forums, im Dezember 2019 den Verbund God in Life. Dieser wird rechtlich vom Verein Brothaus protestantisch-freikirchliche Gemeinde e. V. getragen. Der im Dezember 2018 an das Gospel Forum angeschlossene Royal-Rangers-Stamm 35, eine Pfadfinderarbeit und größter Stamm Deutschlands mit 1465 Mitgliedern, wechselte ebenfalls zum Verbund God in Life und führt fortan die Nummer 553.
Bis 2020 war der Christliche Sportverein Stuttgart 1999 e. V. (CSV) an das Gospel Forum angegliedert, der nun eigenständig läuft.

## Gegenwart
Die Gemeinde hat über 3.000 erwachsene Mitglieder und 1.400 Kinder und Jugendliche sind aktiv. 2010 besuchten an jedem Wochenende rund 3.900 deutschsprachige Erwachsene, etwa 500 Kinder sowie etwa 500 fremdsprachige Christen die Gottesdienste. 2012 besuchten durchschnittlich über 4.000 Menschen am Wochenende die Gottesdienste des Gospel Forums. Zuletzt (vor der COVID-19-Pandemie) gehörte das Gospel Forum mit über 220.000 Besuchern im Jahr zu den großen Gemeinden in der Region.
Die Gemeinde beschäftigt 70 Arbeitnehmer.
Das Gospel Forum unterhält 22 internationale Mitarbeiter aus Deutschland in 13 Ländern weltweit mit dem Schwerpunkt Afrika. Über 100 Einheimische arbeiten in den Projekten der BGG International mit.
Zum Gospel Forum gehören auch Gemeindegründungen für Ausländergruppen, beispielsweise Ghanaer, Kongolesen, Italiener und Philippinos. Darüber hinaus wurden in den letzten Jahren Gemeindegründungsprojekte in ganz Deutschland initiiert.
Das Gospel Forum gehört keiner bestimmten Konfession und keinem Gemeindebund an. Auf lokaler Ebene arbeitet es auf Vorstandsebene in der Evangelischen Allianz in Stuttgart mit. Peter Wenz ist Mitglied im Hauptvorstand der Evangelischen Allianz Deutschland sowie Mitglied und Sprecher im bundesweiten Kreis charismatischer Leiter (KCLD). Darüber hinaus unterhält das Gospel Forum freundschaftliche Verbindungen u. a. zum Gebetshaus Augsburg, zum International House of Prayer in Kansas City, Missouri sowie zur Bethel Church in Redding, Kalifornien. 
Positive Wahrnehmung in der Gesellschaft erfährt das Gospel Forum etwa durch die Stadtreinigungsaktion „Let’s putz“, die regelmäßig stattfindenden Kinderkleidermärkte oder die Zusammenarbeit mit dem Heinrich-Schmid-Standort in Ludwigsburg für Auszubildende. Gemeinsam mit der Stuttgarter Kreativen-Initiative Arthelps wurde das Gospel Forum zudem schon kurz nach Beginn des russischen Überfalls auf die Ukraine im Februar 2022 zu einem Verteilzentrum für Hilfsgüter, organisierte Transporte für Material und Geflüchtete und führte diese auch selbst durch.

### Gottesdienste
Die Gottesdienste verzichten auf traditionelle Formen und Liturgien, sind aber wegen ihrer Ausmaße trotzdem sorgfältig geplant und dank moderner Technik, wie zum Beispiel Videoprojektoren und Mikrofonen, durchorganisiert. Das Gospel Forum bietet Simultanübersetzungen in bis zu 15 Sprachen. Seit Mitte September 2011 werden die Gottesdienste am Sonntagmorgen auch per Livestream ins Internet übertragen, seit 2019 zusätzlich viermal wöchentlich (dienstags bis freitags) der einstündige Morgengottesdienst „Morgentau“ (seit Januar 2021 zweimal wöchentlich, dienstags und donnerstags). Seit 2020 werden beide Gottesdienst-Formate auch von Bibel TV ausgestrahlt.
Auch die beim Gospel Forum vormals als „Hauskirchen“ bezeichneten Hauskreise sind ein Schwerpunkt des Gemeindelebens. Heute wird die Bezeichnung „Kleingruppen“ vorgezogen, begrifflich wie inhaltlich inspiriert von der Church of the Highlands aus Alabama, USA.
Die Inhalte des Evangeliums sind nach Angaben des Gospel Forums von zentraler Bedeutung und werden in jedem Gottesdienst angesprochen. Gleichzeitig sind die Gottesdienste bedarfsorientiert. Spirituelle Bedürfnisse wie das Erleben Gottes, das Hören seines Wortes und Zeiten mit Lobpreis und Anbetung sowie Gebet für persönliche Anliegen haben ebenfalls eine hohe Priorität.

### Holy Spirit Night
Das Gospel Forum veranstaltet in der Regel zweimal jährlich einen überregionalen Jugendgottesdienst, die Holy Spirit Night, kurz HSN. Der Jugendgottesdienst umfasst einen Lobpreisteil am Anfang, prophetische Impulse, eine Predigt und einen abschließenden Lobpreisteil. Am 6. Oktober 2012 fand die Holy Spirit Night in der Porsche-Arena mit 6.000 Besuchern statt. Am 29./30. September 2017 besuchten die Holy Spirit Night 2017 in der Hanns-Martin-Schleyer-Halle insgesamt 11.000 Besucher.

## Theologie
Das Gospel Forum vertritt eine neocharismatische Theologie. Nach Informationen der württembergischen Landeskirche gilt der Leiter Peter Wenz als ein – inzwischen gemäßigter – Vertreter der Wort-des-Glaubens-Lehre.

## Angeschlossene Werke
Das Gospel Forum ist in die charismatische Szene, deren Gruppen und Werke eingebunden. Ihm sind verschiedene Institutionen angegliedert:
- 1988 wurde das Stuttgarter Bibel-Lehrzentrum gegründet, in dessen Nachfolgemodell bis heute berufsbegleitende theologische Abendkurse angeboten werden.[37] Dazu gehört seit 2015 auch die ein- bis dreijährige Vollzeitbibelschule, das Revival College[38] (anfangs Revival Training Center Stuttgart). 2009 bis 2025 bestand zudem die Theologische Akademie Stuttgart[39], die ein dreijähriges, berufsbegleitendes, modular-strukturiertes Theologiestudium anbot. Sie gehörte zum Netzwerk der Theologisch-Missionswissenschaftlichen Akademie[40] und war Mitglied der Konferenz Bibeltreuer Ausbildungsstätten[41] sowie korporatives Mitglied im Arbeitskreis für evangelikale Theologie[42].

- Weg zur Freiheit (WzF)[43] ist eine in Warmbronn ansässige stationäre therapeutische Einrichtung für Suchtkranke, die 1990 gegründet wurde. Die Einrichtung finanziert sich durch Spenden und eigene Dienstleistungen über eine Gemeinnützige GmbH. Es gibt zehn Therapieplätze. Die sechs hauptamtlichen Mitarbeiter haben eine handwerkliche Ausbildung mit Zusatzausbildung für Therapie.[44]

- Das Gospel Forum unterstützt die Organisation ForAfrika Deutschland.

## Kritik

### Kennzeichen neocharismatischer Bewegungen
Kritik am Gospel Forum betrifft unter anderem Punkte, die allgemein an der evangelikalen Bewegung und vor allen Dingen an der neocharismatischen Bewegung kritisiert werden, beispielsweise Heilungsversprechungen, den Torontosegen, die Verkündigung des „Wohlstandsevangeliums“, Homophobie, Betonung dämonischer Einflüsse und damit zusammenhängend die „geistliche Kampfführung“. Daneben gibt es Konflikte, weil der Führungsstil von Peter Wenz von manchen als zu autoritär empfunden wird. Der SWR berichtete 2004 im Rahmen seiner dreiteiligen Serie Engel, Teufel, Hexen in der Folge Teufel – Rückkehr der Exorzisten kritisch über die Gemeinde. Im Jahr 2005 gab es einen Dialog, bei dem sich Ehemalige der Kirche bei Peter Wenz kritisch zu Wort meldeten.

### Wunderheilungen
Mehrfach wurde in evangelikalen Medien über angebliche Wunderheilungen bei Veranstaltungen des Gospel Forums berichtet. Am Ende seines Vortrags bei der Holy Spirit Night im Oktober 2012 sagte der Gastredner Daniel Kolenda, ein amerikanischer Missionar, zu den 6.000 Besuchern, dass jemand in der Halle sei, der vor einer Herztransplantation stehe. Diese werde nicht mehr gebraucht, da Gott ihm ein neues Herz erschaffen habe. Pastor Wenz selbst wird aus einem Gottesdienst im Jahr 2009 mit den Worten zitiert: „Gott sprach gerade zu meinem Herzen, jemand wird jetzt geheilt an seiner Bauchspeicheldrüse.“

### Restriktive Sexualethik
Über das Gospel Forum wurde laut einem Bericht der taz von 2009 zudem ein Ratgeber vertrieben, der etwa vorehelichen Geschlechtsverkehr und Oralverkehr als Werke des Teufels bezeichne und davor warne, dass Masturbation zu einer „dämonischen Abhängigkeit“ führe.

### Familiäre Isolation
In einer Dokumentation von 2008 über die Biblische Glaubensgemeinde des SWR-Fernsehens berichtet der Journalist Tobias Müller, dass mehrere BGG-Mitglieder den Kontakt zu ihren Familien abgebrochen hätten. Dies hätte, was die bisherigen Lebenszusammenhänge angeht, zu einer Isolation der Betroffenen geführt.